# 투르가이주

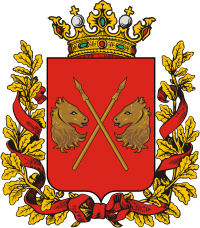
투르가이주의 문장

투르가이주의 지도

투르가이주(러시아어: Тургайская область)는 1868년부터 1920년까지 존재했던 러시아 제국의 주로 주도는 오렌부르크이며 면적은 456,185km2, 인구는 453,416명(1897년 기준)이다. 현재의 러시아와 카자흐스탄에 걸쳐 있었다.